# Frederick Porter Vinton
Frederick Porter Vinton (Bangor, 29 gennaio 1846 – Chicago, 19 maggio 1911) è stato un pittore statunitense.

## Biografia
Nato a Bangor, nel Maine All'età di dieci anni si trasferì con i genitori a Chicago per poi trasferirsi a Boston cinque anni dopo. Lavorò come contabile per vent'anni, durante i quali studiò arte con William Rimmer al Lowell Institute. Appena terminato gli studi, su richiesta di Rimmer, Vinton inviò una recensione di alcune opere d'arte locali al Boston Advertiser. Aprì uno studio di ritratti a Boston nel 1878 e poi viaggiò in Europa per diciotto mesi. Tornato in patria sposò, il 27 giugno 1883, Annie M. Pierce. Alcuni dei suoi dipinti più famosi rappresentano i ritratti della giovane moglie.. Nel 1884 presentò Via di Toledo, il primo dei suoi paesaggi dopo aver realizzato esclusivamente ritratti. Nel 1891 fu eletto membro a pieno titolo della National Academy of Design di New York.

## Dipinti
Frederick si specializzò nei ritratti, sebbene tra la sua produzione vi siano anche alcuni paesaggi, come Via di Toledo e Vista sul fiume, primavera. I suoi lavori sono stati descritti come "impressionisti". Alcuni critici sono arrivati al punto di dire che il suo lavoro fu, più specificamente, un impressionismo precedente agli anni 1840. Le sue opere vennero profondamente influenzate anche dai suoi viaggi europei e dai suoi studi con molti importanti artisti dell'epoca. Viene considerato un appartenente alla Scuola di pittura di Boston.

## Viaggi in Europa
Vinton trascorse gran parte della sua vita viaggiando nel continente europeo, e questo influenzò il suo lavoro differenziandolo dallo stile statunitense dello stesso periodo. Un critico d'arte lo definì addirittura "un aristocratico della vecchia scuola". Nel 1875 si recò a Parigi e studiò per una stagione con Léon Bonnat. Nel 1876 trascorse un anno a Monaco di Baviera dove ebbe modo di seguire gli insegnamenti di Frank Duveneck e dell'Accademia reale di Monaco. Successivamente fece ritorno a Parigi dove risiedette per due anni, giustificando questa scelta con la sua antipatia per il metodo tedesco dell'impressionismo. Qui si unì all'Acadèmie Julian e fu allievo di Jean-Paul Laurens. Nel 1882 viaggiò in Spagna con Robert Frederick Blum e William Merritt Chase. I tre artisti trascorsero del tempo a Madrid e Toledo, dove Vinton studiò la ritrattistica di Velázquez.